# Затышок (Черкасская область)
Затышок (укр. Затишок) — посёлок в Уманском районе Черкасской области Украины.
Почтовый индекс — 20384. Телефонный код — 4744.

## Население
Население по переписи 2001 года составляло 413 человек.

### Языковой состав
Родной язык населения по данным переписи 2001 года:
| Язык       | Численность, чел. | Доля     |
| ---------- | ----------------- | -------- |
| Украинский | 408               | 98,79 %  |
| Другое     | 5                 | 1,21 %   |
| Итого      | 413               | 100,00 % |

## Местный совет
20384, Черкасская обл., Уманский р-н, с. Затышок, ул. Школьная, 3